# A Gift of Magic
A Gift of Magic es una novela de 1971 escrita por Lois Duncan, que trata sobre una abuela que otorga dones especiales a sus nietos. Brendon recibe el don de la música, Kirby el don de la danza y Nancy el don de la magia. El don de Nancy le otorga percepción extrasensorial (PES), lo que le permite percibir eventos que ocurren en lugares donde no está físicamente presente y leer la mente de otras personas. La novela explora los beneficios, problemas y responsabilidades que conlleva el don de Nancy.
Duncan basó los elementos de PES en experimentos realizados sobre ella por J. B. Rhine, quien investigaba la percepción extrasensorial. Los personajes de Brendon, Kirby y Nancy se inspiraron en los tres hijos que Duncan tenía cuando escribió el libro. En 2012, se publicó una versión actualizada de la novela con cambios para modernizar el contenido, así como modificaciones en los nombres y edades de algunos personajes. La recepción crítica del libro fue positiva, con los críticos destacando especialmente cómo Duncan integró el don de la magia de Nancy en la historia.

## Historia
Antes de morir, una mujer le otorga a sus nietos tres dones diferentes: Brendon recibe el don de la música, Kirby recibe el don de la danza y Nancy recibe el don de la magia. Nancy puede usar este don para percibir eventos que ocurren en lugares donde no está físicamente presente y saber lo que otros están pensando. Muchos años después, los niños están viviendo con su madre Elizabeth en su casa de Florida. Elizabeth les dice que se va a divorciar de su padre. Nancy se siente muy afectada por esta noticia y está disgustada al ver a su madre acercándose a Tom Duncan, el primer novio de Elizabeth y el consejero de la escuela secundaria a la que asisten Nancy y Kirby.
En su clase de estudios sociales, Nancy tiene un examen sorpresa. La profesora, la Sra. Green, lee las preguntas en voz alta y Nancy responde preguntas que la Sra. Green aún no ha formulado. La Sra. Green la acusa de haber obtenido las preguntas de su hermana, quien tomó el examen antes del almuerzo. La Sra. Green organiza una reunión con ambas en la oficina del consejero después de clases. Allí, Kirby le dice al Sr. Duncan que había estado pensando en las preguntas del examen mientras almorzaban juntas e insinúa que Nancy leyó su mente. El Sr. Duncan cree que Nancy podría tener percepción extrasensorial (PES) para explicar su capacidad de leer la mente de las personas.
Informa de esto al Dr. Russo, un psiquiatra que ha realizado experimentos sobre PES. El Dr. Russo le hace una prueba en la que debe identificar cartas con la parte trasera hacia ella, y Nancy adivina las cartas incorrectamente a propósito porque no quiere que la gente descubra su don. Adivina las cartas rojas como negras y las negras como rojas, lo que confirma aún más las sospechas del Sr. Duncan debido a la muy baja probabilidad de hacer esto por casualidad.
Kirby toma clases de danza en un estudio local y aspira a ser una bailarina profesional. Su carrera de baile se ve amenazada cuando se rompe la pierna al caer por una escalera y no puede mover los dedos de esa pierna debido a un nervio dañado. Varias semanas después, Kirby va con su madre al médico para realizarse algunas pruebas en su pierna. Simultáneamente, Brendon y su amigo Greg están en un bote hecho por ellos mismos buscando un tesoro que se dice está enterrado en un banco de arena. Reman hasta el banco de arena, y mientras buscan el tesoro, la corriente empuja el bote mar adentro. Greg, que está en el bote, intenta remar de vuelta al banco de arena, pero la corriente es demasiado fuerte y Brendon queda varado.
Nancy percibe que su hermano está en peligro y que está varado en el agua. Llama al Sr. Duncan y le explica la situación, y acuerdan encontrarse en el muelle frente a la casa del Sr. Duncan. Usan su lancha para buscar a Brendon y escuchan que él grita el nombre de Nancy poco después. El Sr. Duncan lo ve en el agua y lo sube a la lancha. Más tarde se enteran de que el bote en el que estaba Greg llegó a tierra y que Greg está a salvo. Nancy también recibe una llamada de Kirby diciéndole que el nervio de su pierna ha comenzado a repararse. Nancy empieza a aceptar más la relación entre su madre y el Sr. Duncan después de los eventos de ese día. Finalmente, el Sr. Duncan y Elizabeth se casan y tienen una hija llamada Lois, que nace con el don de contar historias.

## Antecedentes y publicaciones
A Gift of Magic se publicó originalmente el 23 de septiembre de 1971 por Little, Brown and Company en tapa dura. Mientras estudiaba en la Universidad de Duke, Lois Duncan participó en experimentos de percepción extrasensorial (PES) conducidos por J. B. Rhine como una forma de obtener créditos adicionales. Duncan recordó estos experimentos al buscar un tema para la novela y basó los elementos de PES de A Gift of Magic en los experimentos de Rhine y en sus propias impresiones de esa época. La novela fue rechazada por siete editoriales antes de que Little, Brown aceptara publicarla. Otras editoriales pensaban que los jóvenes lectores no estarían interesados en el tema de la PES.
Los personajes de Kirby, Nancy y Brendon se basaron en los tres hijos que Duncan tenía cuando escribió el libro. El personaje de Kirby se inspiró en una de las hijas de Duncan, que quería ser bailarina, pero tuvo que abandonar esa meta al darse cuenta de que «no iba a tener el físico de una bailarina». El personaje de Brendon se basó en su único hijo en ese momento, Brett, quien tocaba instrumentos de oído y no leía partituras, al igual que Brendon en la historia. Cuando Duncan estaba escribiendo el epílogo, decidió incluir un personaje con su nombre, explicando que amaba el libro y quería estar en la historia también. Decidió que Elizabeth tendría un cuarto hijo llamado Lois Duncan, lo que significó cambiar el apellido de Tom a Duncan. Dado que Duncan no tenía una computadora en ese entonces, tuvo que volver a mecanografiar su manuscrito para hacer el cambio.
El 19 de junio de 2012, la novela se reeditó con cambios para modernizar el contenido y cambios en los nombres y edades de algunos personajes. A Gift of Magic, junto con The Third Eye, fue una de las últimas de diez novelas de Duncan en ser actualizadas. Uno de los cambios fue aumentar la edad de Kirby y Nancy a catorce años. Nancy tenía doce años en la primera edición porque Duncan escribió originalmente el libro para niños de ocho a doce años. Para la edición actualizada, el editor quería dirigirse a un público más adulto para que estuviera más en línea con sus otras novelas juveniles. Para esto, Little, Brown quería aumentar sus edades porque «los adolescentes no quieren leer sobre niños de doce años». El editor sugirió originalmente que Nancy tuviera catorce años y Kirby dieciséis, pero eso presentaba un problema porque Duncan no pudo identificar a ninguna bailarina profesional que comenzara un entrenamiento formal considerable a esa edad. Llegaron a un acuerdo y ambas tenían catorce años en la edición actualizada.
El nombre de una de las otras bailarinas en el estudio de danza que Kirby asistía se cambió de Arlene White a Arlene Wright. Duncan explicó que no quería dos personajes con apellidos que fueran colores, por lo que cambió el apellido de Arlene. Duncan también actualizó algunas de las expresiones coloquiales en la edición actualizada. Contactó a sus nietos adolescentes y a sus jóvenes editores para ayudar a mantener las expresiones más al día. Un audiolibro de 2012 basado en el texto actualizado fue publicado por Hachette Audio y narrado por Casey Holloway. Amanda Raklovits de la revista School Library Journal opinó que Holloway «ofrece una actuación adecuada del relato paranormal de Duncan» y que su «voz juvenil es apropiada para las edades de los personajes principales, aunque a veces tiende a sobreactuar en la pronunciación».

## Principales temas
A Gift of Magic es la primera novela de Lois Duncan en la que un personaje tiene una habilidad sobrenatural, un tema que ha aparecido varias veces en sus libros posteriores. En la novela, Nancy tiene que lidiar con los problemas, ventajas y responsabilidades que le otorgan sus habilidades de percepción extrasensorial (PES). Experimenta un problema en la escuela al usar su don para responder preguntas que la profesora de estudios sociales aún no había formulado, y luego es descubierta por la profesora. Al final del libro, el Sr. Duncan convence a Nancy de la responsabilidad de no usar su don para intentar controlar a los demás a su alrededor.
Mari Ness de Tor Books afirma que, a diferencia de otras obras sobrenaturales de Duncan, el enfoque de la novela es la aceptación en lugar del misterio o el suspenso. En el libro, Kirby siente que no tiene el físico de una bailarina y debe aceptar su cuerpo, mientras que Nancy tiene que aceptar el cambio. Lizzie Skurnick escribe en Shelf Discovery que A Gift of Magic trata sobre el poder. Ella explica que, desde que la madre de Nancy se divorció, Nancy aprendió más sobre sí misma y lo que podía lograr que si su madre hubiera permanecido en «un matrimonio infeliz».

## Recepción
En una reseña de 1971 sobre la novela, Peggy Sullivan de la revista School Library Journal valoró positivamente el libro, afirmando que el «[f]ondo sobre la percepción extrasensorial está bien integrado en la historia». E. Carey Kenney escribió en la revista Best Sellers que el don de magia de Nancy «da ritmo a la historia y conduce a un final emocionante donde ella usa su don para ayudar a su hermano». Kenney no apreció las ilustraciones de Arvis Stewart en la primera edición de la novela, considerando que son «extremadamente sofisticadas y no parecen relacionarse bien con el realismo simple de la historia». Mari Ness de Tor Books dijo en una reseña de 2014 que la novela actualizada era una obra más sólida, afirmando que A Gift of Magic «presenta un retrato fascinante de alguien con un talento inmenso que simplemente no le importa, y varios momentos familiares fuertes».